# Nils Åberg
Nils Fritiof Åberg (født 24. juli 1888 i Norrköping, død 28. februar 1957 i Stockholm) var en svensk arkæolog. Han var søn af disponent Otto Fritiof Åberg og Ellen Johanna Svanström. Gift 1937 med Gunhild Elisabet Berlin. Indvalgt i Vitterhetsakademien i 1951.

## Liv og virke
Efter studentereksamen i Norrköping 1907 påbegyndte han sine universitetsstudier i Uppsala. Han blev fil. kand. 1910, fil. lic. 1911 og fil.dr. i 1912 i arkæologi med afhandlingen Studier över den yngre stenåldern i Norden och Västeuropa. Frem til 1928 var han knyttet til Uppsala universitet, hvor han i 1915 blev docent i nordisk och jämförande fornkunskap men fik tjenestefrihed nogle år for at skaffe sig praktisk erfaring. I 1916 gjorde han tjeneste ved Provinzialmuseum i Halle an der Saale og i dele af 1927 og 1928 ved Statens historiska museum. Sidstnævnte år blev Åberg ansat ved Stockholms Högskola, han blev docent og tilforordnet lærer i nordisk og sammenlignende oldkundskab og senere dets første professor i emnet i årene 1940-1953 (formelt fik han titel af professor i 1940 og fra 1949 indehavde han det nyoprettede professorat i emnet ved högskolan frem til sin pensionering i 1953).

## Forskningsområde
Åberg offentliggjorde et stort antal videnskabelige undersøgelser over alle forhistoriske perioder bortset fra den ældre stenalder. Forskningen var internationalt orienteret og fortrinsvis rettet mod kronologiske og stilhistoriske spørgsmål, såkaldt typologi. Han stillede det nordiske oldfundmateriale - økser, fibulaer og keramik - i relation til materiale fra det øvrige Europa, som han ved sine rejser og studier på museer havde erhvervet sig en god indsigt i. Fra 1940'erne specialiserede han sig stadigt mere mod stilhistorien i forbindelse med vendel- og vikingetidens kunsthåndværk.

## Kuriosa
- Nils Åbergsgatan i bydelen Kneippen Syd i Norrköping er opkaldt efter ham.

## Forfatterskab
- Zur Entstehung der Keramik vom Schönfelder Typus; Gebauer-Schwetschke, Halle/Saale (1916).
- Das nordische Kulturgebiet in Mitteleuropa während der jüngeren Steinzeit; Uppsala (1918).
- "Studien über die Schönfelder Keramik, die schwedische "Bandkeramik" und die jütländische Obergrabkeramik" (i: Georg Wilke: Archäologie und Indogermanenproblem; Gebauer-Schwetschke, Halle/Saale (1918).
- [I samarbejde med Gustaf Kossinna ]: Die Typologie der nordischen Streitäxte; Curt Kabitzsch Verlag, Würzburg (1918).
- Bronzezeitliche und früheisenzeitliche Chronologie. Teil III: Kupfer- und Frühbronzezeit; Akademie Verlag Stockholm (1930-1932).

### På internettet
- Stridsyxor med dubbelholk Fornvännen 11; 1916; s. 147-157) Arkiveret 15. august 2017 hos  Wayback Machine
- Stil III och jellingestil (Fornvännen 16; 1921; s. 63-82) Arkiveret 15. august 2017 hos  Wayback Machine
- Stil II (Fornvännen 17; 1922; s. 1-26) Arkiveret 9. januar 2022 hos  Wayback Machine
- Krig och handel under förhistorisk tid (Fornvännen 25; 1930; s. 351-359) Arkiveret 13. august 2017 hos  Wayback Machine
- Gustaf Kossinna (Fornvännen 27; 1932; s. 52-54) Arkiveret 4. marts 2016 hos  Wayback Machine
- Herman Wirth: en germansk kulturprofet (Fornvännen 28; 1933; s. 246-249) Arkiveret 9. august 2017 hos  Wayback Machine
- Det nordiska stenåldersområdet: ett orienteringsförsök (Fornvännen 30; 1935; s. 164-179) Arkiveret 4. marts 2016 hos  Wayback Machine
- Den svenska båtyxkulturens ursprung (Fornvännen 30; 1935; s. 321-342) Arkiveret 15. august 2017 hos  Wayback Machine
- Till belysande av det gotiska kulturinslaget i Mellaneuropa och Skandinavien (Fornvännen 31; 1936; s. 264-277) Arkiveret 13. august 2017 hos  Wayback Machine
- Brakteater från folkvandringstid (Fornvännen 35; 1940; s. 103-112) Arkiveret 16. august 2017 hos  Wayback Machine
- Spjutskaften från Kragehul mosse (Fornvännen 40; 1945; s. 251-259) Arkiveret 4. marts 2016 hos  Wayback Machine
- Nordiska kompositionsformer i stil II (Fornvännen 41; 1946; s. 11-30) Arkiveret 4. marts 2016 hos  Wayback Machine
- Salins stilar eller Uppsalaskolans? (Fornvännen 41; 1946; s. 31-37) Arkiveret 16. august 2017 hos  Wayback Machine
- Kungalistan från Khorsabad (Fornvännen 42; 1947; s. 1-6) Arkiveret 16. august 2017 hos  Wayback Machine
- Uppsala högars datering (Fornvännen 42; 1947; s. 257-289) Arkiveret 29. oktober 2013 hos  Wayback Machine
- Germanerna i brytningstiden mellan senantik och medeltid (Fornvännen 43; 1948; s. 34-40) Arkiveret 29. oktober 2013 hos  Wayback Machine
- Vendeltida förbindelser med fastlandsgermanska och insulära kretsar (Fornvännen 43; 1948; s. 111-122) Arkiveret 29. oktober 2013 hos  Wayback Machine
- Modeströmningar inom nordisk fornforskning (Fornvännen 43; 1948; s. 274-281) Arkiveret 16. august 2017 hos  Wayback Machine
- Vendelgravarna och Uppsala högar i deras historiska miljö (Fornvännen 44; 1949; s. 193-204) Arkiveret 29. oktober 2013 hos  Wayback Machine